# Piúma
Piúma este un oraș în statul Espírito Santo (ES) din Brazilia.